# Hendra Setiawan
Hendra Setiawan (sinh ngày 25 tháng 8 năm 1984 ở Pemalang, Trung Java) là một vận động viên cầu lông đã nghỉ hưu người Indonesia. Anh là người giành huy chương vàng Thế vận hội Olympic, bốn lần vô địch thế giới, hai lần giành huy chương vàng Đại hội thể thao châu Á và hai lần vô địch toàn Anh. Với những thành tích này, Setiawan đã thu thập được tất cả các danh hiệu cá nhân lớn trong môn cầu lông. Anh được coi là một trong những vận động viên vĩ đại nhất trong lịch sử cầu lông.
Setiawan được xếp hạng nhất ở nội dung đôi nam với hai đối tác khác nhau. Cùng với Markis Kido , anh đã đạt được vị trí số 1 thế giới vào tháng 9 năm 2007 và với Mohammad Ahsan vào tháng 11 năm 2013.  Anh đã giành được sáu huy chương vàng tại SEA Games với việc giành được 3 huy chương ở nội dung đôi nam và 3 huy chương ở nội dung đồng đội. Cùng với Kido, anh đã giành được danh hiệu đôi nam tại Giải vô địch châu Á 2005 và 2009 ; World Cup 2006;  Giải vô địch thế giới 2007 ; Thế vận hội Olympic 2008 ; và Đại hội thể thao châu Á 2010.

Setiawan cũng đã chơi ở nội dung đôi nam nữ, và thành tích tốt nhất của anh là ở Giải Indonesia mở rộng năm 2010 , giành vị trí á quân cùng với đối tác Anastasia Russkikh đến từ Nga.  Anh đã tạo nên một mối quan hệ đối tác mới bền chặt với Mohammad Ahsan vào cuối năm 2012. Họ đã giành được nhiều danh hiệu danh giá bao gồm Giải vô địch thế giới năm 2013 , 2015 và 2019 ; huy chương vàng tại Đại hội thể thao châu Á 2014 , giành chiến thắng tại Giải toàn Anh hai lần và giành chiến thắng ba lần tại Chung kết BWF Superseries.   Setiawan giữ kỷ lục là vận động viên lớn tuổi nhất giành chức vô địch Giải vô địch thế giới, ở tuổi 35.

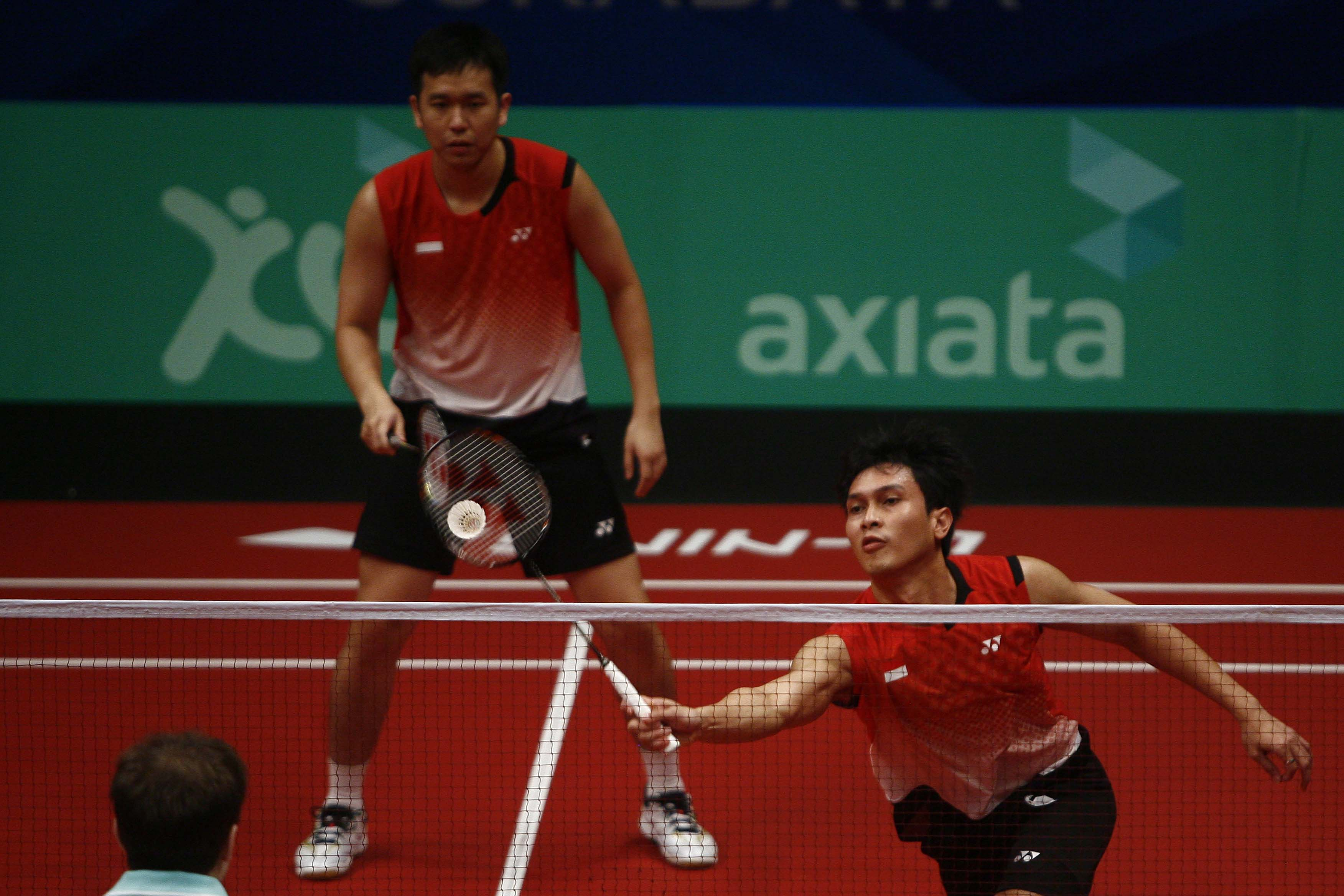
Setiawan và Ahsan tại Axiata Cup 2013

## Cuộc sống ban đầu
Hendra Setiawan sinh ra tại Pemalang, Trung Java với cha là Ferry Yugianto và mẹ là Kartika Christyaningrum. Anh là con út trong gia đình có ba anh chị em. Setiawan bắt đầu quan tâm đến cầu lông khi anh thấy cha mình chơi môn thể thao này, và anh bắt đầu chơi môn thể thao này khi mới bảy tuổi, tập luyện tại câu lạc bộ Sinar Mutiara Tegal. Sau khi tốt nghiệp trung học, Setiawan quyết định chuyển đến Jakarta, tập luyện tại câu lạc bộ Jaya Raya và tiếp tục học tại Trường thể thao Ragunan.

## Sự nghiệp

### 2001–2002: Bắt đầu sự nghiệp
Setiawan bắt đầu hành trình quốc tế của mình tại Giải vô địch trẻ châu Á 2001 , nơi anh giành huy chương đồng ở nội dung đồng đội nam và đôi nam nữ. Sau đó, anh giành huy chương vàng đồng đội nam tại Giải vô địch trẻ châu Á 2002, nơi đội tuyển Indonesia đánh bại Hàn Quốc trong trận chung kết. Ở nội dung cá nhân, Setiawan bị đánh bại ở bán kết và giành huy chương đồng ở nội dung đôi nam với Riyadi, và ở nội dung đôi nam nữ với Devi Sukma Wijaya. Anh đã chơi tại Giải vô địch trẻ thế giới được tổ chức tại Pretoria , Nam Phi và đội tuyển Indonesia đã giành huy chương đồng sau khi đánh bại Thái Lan với tỷ số 3–1 trong trận play-off tranh huy chương đồng. Ở tuổi mười bảy, Setiawan đã hợp tác với Joko Riyadi để lọt vào trận chung kết Giải vệ Singapore Satellite năm 2002 và bộ đôi này đã giành vị trí á quân sau Donny Prasetyo và Denny Setiawan .

### 2003–2005: Nhà vô địch Đông Nam Á và Châu Á
Năm 2003, Setiawan ra mắt cùng Markis Kido tại Giải vô địch châu Á, giành vị trí á quân và giành huy chương bạc.  Sau đó, anh giành huy chương vàng đầu tiên cùng đội tuyển Indonesia tại SEA Games 2003 ở Việt Nam. Setiawan lọt vào trận chung kết IBF Grand Prix đầu tiên tại Giải Đan Mạch mở rộng năm 2004 , nhưng anh và Kido đã bị đánh bại bởi cặp đôi chủ nhà Lars Paaske và Jonas Rasmussen trong các ván đấu trực tiếp.
Năm 2005, Setiawan và Kido đủ điều kiện tham gia các giải đấu hàng đầu vì họ đã tích lũy đủ điểm xếp hạng để làm như vậy. Họ đã giành được danh hiệu Grand Prix đầu tiên của mình tại Indonesia Open, đánh bại những người đồng hương kỳ cựu Sigit Budiarto và Candra Wijaya trong trận chung kết. Bộ đôi này cũng là Nhà vô địch Châu Á sau khi giành chức vô địch Giải vô địch châu Á được tổ chức tại Ấn Độ. [ 21 ] Vào tháng 11–tháng 12, Setiawan tham gia SEA Games lần thứ hai và giành huy chương vàng đôi nam với Kido và huy chương bạc đồng đội nam.

### 2006: Vô địch World Cup
Setiawan lần đầu tiên xuất hiện tại Thomas Cup 2006. Đội tuyển nam Indonesia cuối cùng đã giành vị trí thứ 3, thua Trung Quốc ở bán kết với tỷ số 0–3. Tại 2006 Indonesia Open , xếp hạng 14 trên thế giới, Setiawan và Kido đã tiến vào trận chung kết Indonesia Open 2006 sau khi đánh bại Jung Jae-sung và Lee Yong-dae của Hàn Quốc ở bán kết. Họ đã không thể bảo vệ danh hiệu của mình sau khi bị đánh bại bởi nhà vô địch Olympic 2000, Tony Gunawan và Candra Wijaya trong trận chung kết. Vượt qua nỗi đau, sau đó họ đã giành được danh hiệu đầu tiên trong năm tại Hong Kong Open . [ 28 ] Tại Giải vô địch thế giới 2006 , Setiawan và Kido đã thua ở tứ kết trước Robert Blair và Anthony Clark của Anh . Đây là trận thua thứ hai của họ trước Blair và Clark, nơi mà trước đó trong năm họ cũng đã bị đánh bại ở vòng 2 của Giải toàn Anh mở rộng. Vào tháng 10, Setiawan và Kido, khi đó xếp hạng 9 thế giới, đã giành chức vô địch China Open bằng cách đánh bại đương kim vô địch thế giới Cai Yun và Fu Haifeng trong trận chung kết trong các ván đấu trực tiếp. Setiawan và Kido sau đó đã giành chức vô địch 2006 World Cup , đánh bại cặp đôi người Malaysia là Lin Woon Fui và Fairuzizuan Tazari trong trận chung kết.  Anh đã tham gia Đại hội thể thao châu Á 2006 tại Doha, Qatar, nhưng đã thua ở bán kết ở cả nội dung đôi nam với Kido và ở nội dung đồng đội nam , và giành huy chương đồng ở cả hai nội dung.

### 2007: Nhà vô địch thế giới và số 1 thế giới
Bắt đầu mà không giành được bất kỳ giải đấu nào vào đầu năm 2007, vào tháng 8, Setiawan và Kido đã giành được danh hiệu Giải vô địch thế giới vào tháng 8, đánh bại Jung Jae-sung và Lee Yong-dae trong trận chung kết, 21–19, 21–19 trong hai ván đấu. Trước Giải vô địch thế giới, thành tích tốt nhất của họ trong nửa đầu năm 2007 là vị trí á quân tại China Masters. Sau Giải vô địch thế giới, họ đã lọt vào bán kết tại Giải Nhật Bản mở rộng và giành chức vô địch Giải Đài Bắc Trung Hoa mở rộng . Những chiến thắng này đã đưa Setiawan và Kido lên vị trí số 1 thế giới trên Bảng xếp hạng thế giới của BWF. Sau đó vào năm 2007, Setiawan và Kido đã bảo vệ thành công danh hiệu của mình tại Giải Trung Quốc mở rộng và Hong Kong Opens. Họ cũng đã vào đến bán kết tại Giải Macau và Denmark Open, nhưng họ đã bị đánh bại bởi cặp đôi người Malaysia Koo Kien Keat và Tan Boon Heong ở cả hai giải đấu. Setiawan và Kido chưa bao giờ thắng một trận nào trước Koo và Tan kể từ lần đầu gặp nhau vào tháng 1 năm 2007 tại Giải Malaysia Open và thành tích đối đầu giữa hai cặp đôi này là 0–4. Setiawan sau đó đã có lần thứ ba tham dự SEA Games ở Thái Lan và giúp Indonesia giành huy chương vàng đồng đội nam. Setiawan sau đó đã giành huy chương vàng đôi nam thứ hai tại Thế vận hội với Kido, đánh bại Hendri Saputra và Hendra Wijaya trong trận chung kết.

### 2008: Nhà vô địch Olympic
Setiawan và đối tác của anh, Markis Kido , đã mở màn mùa giải 2008 bằng chiến thắng tại Giải Malaysia Open. Thật không may, trong các giải đấu tiếp theo, họ đã bị đánh bại ở các vòng đầu, cụ thể là tại Korea và All England Opens. Sau đó, họ đã lọt vào trận chung kết Giải Thụy Sĩ mở rộng, nhưng để thua cặp đôi người Hàn Quốc Jung Jae-sung và Lee Yong-dae. Setiawan đã chơi tại Thomas Cup được tổ chức tại Jakarta, nhưng anh và đội tuyển Indonesia đã để thua 0–3 trong trận bán kết với Hàn Quốc. Sau đó vào tháng 8, Setiawan và Kido đã tham gia Thế vận hội Bắc Kinh và lọt vào trận chung kết. Trận chung kết được tổ chức vào ngày 17 tháng 8, Ngày Độc lập của Indonesia. Trong trận chung kết, Setiawan và Kido đã giành huy chương vàng, đánh bại cặp đôi chủ nhà Cai Yun và Fu Haifeng trong ba ván đấu, 12–21, 21–11, 21–16. 
Sau Thế vận hội, Setiawan và Kido đã giành chiến thắng trong ba giải đấu tiếp theo liên tiếp, China Masters, Denmark Open và French Open.  Chuỗi giải đấu của họ đã kết thúc khi họ để thua các đối thủ truyền kiếp Koo Kien Keat và Tan Boon Heong ở tứ kết Giải Hong Kong Open.  Sau đó, họ đứng đầu bảng xếp hạng BWF Super Series và đủ điều kiện để tham gia Vòng chung kết Super Series Masters Finals được tổ chức tại Kota Kinabalu, Malaysia. Họ dừng chân tại bán kết sau khi bị đánh bại bởi Jung Jae-sung và Lee Yong-dae của Hàn Quốc.

### 2009–2012: Nhà vô địch Asian Games, chia tay với Kido
Setiawan bắt đầu mùa giải 2009 với tư cách là bán kết tại Giải Malaysia mở rộng cùng với người bạn đồng hành Kido, người đã bị thương vào thời điểm đó. Là người Indonesia duy nhất tham gia Giải vô địch châu Á 2009 được tổ chức tại Suwon, Hàn Quốc, Setiawan và Kido đã giành được danh hiệu Giải vô địch châu Á thứ hai của mình, đánh bại những ứng cử viên địa phương được yêu thích là Ko Sung-hyun và Yoo Yeon-seong trong trận chung kết. Vào tháng 5, Setiawan đã thi đấu tại Surdiman Cup 2009 ở Quảng Châu, Trung Quốc. Vì Kido vẫn đang bị thương, Setiawan đã kết hợp với Mohammad Ahsan trong trận bán kết với Hàn Quốc. Tuy nhiên, Setiawan và Ahsan đã để thua Jung Jae-sung và Lee Yong-dae trong trận quyết định, thua 9–21, 19–21 trong các ván đấu liên tiếp. Indonesia đã thua Hàn Quốc 1–3 chung cuộc. Vào tháng 6, họ đã lọt vào trận chung kết Giải Singapore mở rộng và lọt vào bán kết Giải Indonesia mở rộng. Sau khi bỏ qua Giải vô địch cầu lông thế giới BWF 2009 , Setiawan và Kido đã giành được danh hiệu thứ hai trong năm tại Giải Nhật Bản mở rộng.  Later, they successfully defended their title at the French Open. Mặc dù được xếp hạng thứ hai trong bảng xếp hạng BWF Super Series, Setiawan và Kido đã chọn bỏ qua Vòng chung kết Super Series Masters Finals để chuẩn bị cho SEA Games sắp tới. Sau đó, Setiawan và Kido đã giành được huy chương vàng đôi nam thứ ba tại SEA Games, and also helped Indonesia to defend their gold medal in the men's team event. Trước SEA Games, Setiawan và Kido đã nộp đơn từ chức lên Hiệp hội cầu lông Indonesia, và chọn tập luyện tại câu lạc bộ của họ, Jaya Raya Jakarta.
Setiawan bắt đầu mùa giải 2010 với tư cách là một vận động viên độc lập và đã thi đấu tại Giải vô địch quốc gia vào tháng 1. Anh và Kido, người cũng rời đội tuyển quốc gia, đã giành chức vô địch Giải vô địch quốc gia . Setiawan và Kido đã chơi tại Giải toàn Anh mở rộng và lọt vào bán kết, thành tích tốt nhất của họ khi thi đấu tại giải đấu đó vào thời điểm đó. Sau đó, họ được triệu tập vào trung tâm huấn luyện đội tuyển quốc gia để thi đấu tại Thomas Cup. Indonesia đã giành vị trí á quân tại cuộc thi đó sau khi để thua Trung Quốc trong trận chung kết. Trong khi thi đấu ở nội dung đôi nam với Kido, Setiawan đã bắt đầu một sự hợp tác mới ở nội dung đôi nam nữ với Anastasia Russkikh của Nga. Trận ra mắt của anh với Russkikh đã không diễn ra tốt đẹp, vì họ đã bị loại ở vòng loại của Giải Singapore Open. Anh và Kido cũng thua ở bán kết trước cặp đôi người Đài Loan là Fang Chieh-min và Lee Sheng-mu. Setiawan và Russkikh sau đó bắt đầu thu hút sự chú ý sau khi lọt vào trận chung kết Giải Indonesia Open , nhưng họ đã không giành được danh hiệu sau khi bị đánh bại bởi cặp đôi người Ba Lan là Robert Mateusiak và Nadieżda Zięba .
Setiawan cuối cùng đã giành được danh hiệu quốc tế đầu tiên trong năm với Kido tại Malaysia Grand Prix Gold. Anh và đối tác của mình, Kido, đã đánh bại Hendra Aprida Gunawan và Alvent Yulianto trong trận chung kết. Setiawan và Kido đã thi đấu tại BWF World Championships ở Paris, và giành được huy chương đồng sau khi thua Cai Yun và Fu Haifeng ở bán kết  At Tại chuyến du đấu châu Âu vào tháng 10–tháng 11, Setiawan và Kido đã giành vị trí á quân tại Giải Denmark Open và bán kết tại French Open. nội dung đôi nam nữ với Russkikh, bộ đôi này đã thua ở vòng đầu tiên tại Đan Mạch, và ở tứ kết tại Pháp. Setiawan và Kido sau đó đã giành huy chương vàng tại 2010 Asian Games in Quảng Châu, Trung Quốc sau khi đánh bại Koo Kien Keat and Tan Boon Heong. Cứu được 2 điểm trong set thứ hai, họ thắng 16–21, 26–24, 21–19. Setiawan và Kido kết thúc năm 2010 bằng việc vào chung kết Hong Kong Open. Điều này đủ điều kiện để họ tham gia Vòng chung kết Super Series Final sẽ được tổ chức vào tháng 1 năm 2011. 
Năm 2011, Setiawan và đối tác của anh, Markis Kido đã thi đấu tại Vòng chung kết BWF Super Series 2010. Họ đã buộc phải rút lui khỏi cuộc thi sau khi Setiawan bị chấn thương đầu gối trong một trận đấu vòng bảng. Sau đó, Setiawan đã có một cơn hạn hán danh hiệu vào năm 2011, nơi anh không bao giờ giành được bất kỳ giải đấu nào trong năm đó ở nội dung đôi nam với Kido hoặc đôi nam nữ với Russkikh. Thành tích tốt nhất của anh trong năm đó chỉ là vào bán kết ở nội dung đôi nam tại Giải Indonesia, Japan và Denmark Open; cũng như vào bán kết ở nội dung đôi nam nữ tại Giải toàn Anh mở rộng. Sau đó, Setiawan và Kido đã thi đấu tại SEA Games, giúp đội tuyển nam Indonesia bảo vệ huy chương vàng của họ. Tuy nhiên, ở nội dung đôi nam, Setiawan và Kido đã không bảo vệ được danh hiệu của mình, giành huy chương bạc sau khi thua Mohammad Ahsan và Bona Septano trong trận chung kết. Setiawan-Kido sau đó đã khép lại mùa giải 2011 với vị trí số 10 thế giới.
Năm 2012, ngoài việc thi đấu với Kido ở nội dung đôi nam, Setiawan còn chơi ở nội dung đôi nam nữ với đối tác mới Vita Marissa. Setiawan và Marissa bắt đầu chuyến lưu diễn châu Âu vào tháng 2–tháng 3, nhưng đã có kết quả không mong muốn sau khi để thua ở các vòng đầu tại Giải mở rộng German, All England and Swiss Opens. Thành tích tốt nhất của anh với Marissa là lọt vào tứ kết tại Singapore Open. In men's doubles, nội dung đôi nam, Setiawan và Kido đã giành chức vô địch đôi nam tại Giải Australia và Singapore Open. Tuy nhiên, họ đã không giành đủ điểm để tham dự 2012 Summer Olympics ở London. Setiawan đã tách cặp với Kido sau năm 2012. Sau đó, Setiawan quyết định tái gia nhập trung tâm huấn luyện quốc gia Indonesia và hợp tác với một đối tác mới, Mohammad Ahsan, người mà anh đã từng hợp tác trong các cuộc thi đồng đội và giải đấu quốc tế. Họ có màn ra mắt tại Denmark Open và vào đến bán kết sau khi thất bại trước Shin Baek-cheol và Yoo Yeon-seong of Hàn Quốc.

### 2013–2016: Giải vô địch thế giới lần thứ hai, giải toàn Anh đầu tiên, giải Á vận hội lần thứ hai và giải vô địch thế giới lần thứ ba
Năm 2013, Setiawan và Mohammad Ahsan giành danh hiệu đầu tiên của họ với tư cách là một cặp tại Giải Malaysia mở rộng , đánh bại cặp đôi người Hàn Quốc Ko Sung-hyun và Lee Yong-dae trong trận chung kết. Sau đó, họ đã giành chiến thắng trong năm giải đấu liên tiếp, bắt đầu từ Giải Úc mở rộng vào tháng 4, Giải Indonesia và Singapore mở rộng vào tháng 6, với một chiến thắng khác trước Ko và Lee ở cả hai giải đấu; Giải vô địch thế giới BWF vào tháng 8; và sau đó là Giải Nhật Bản mở rộng vào tháng 9. Tại Giải vô địch thế giới, họ đã giành chức vô địch mà không để thua một set nào trước đối thủ trên đường vào chung kết. Chuỗi chiến thắng của họ sau đó đã bị Ronald Alexander và Selvanus Geh chặn lại ở tứ kết Indonesia Grand Prix Gold . Sau đó, họ chịu những trận thua liên tiếp trước Lee yong-dae cùng với đối tác mới Yoo Yeon-seong , trong trận chung kết Giải Đan 
Mạch mở rộng , vòng đầu tiên của Giải Trung Quốc mở rộng , và trong trận bán kết của Giải Hồng Kông mở rộng . Vào tháng 12, họ đã giành được danh hiệu vô địch giải đấu kết thúc mùa giải, Chung kết BWF Superseries , đánh bại các vận động viên Hàn Quốc Kim Gi-jung và Kim Sa-rang trong các ván đấu trực tiếp. Nhờ những thành tích của mình vào năm 2013, Setiawan và Ahsan đã giành vị trí số một trong bảng xếp hạng thế giới của BWF vào tháng 11 năm 2013.
Vào tháng 3 năm 2014, Setiawan và Ahsan đã giành chức vô địch All England Open sau khi đánh bại cặp đôi người Nhật Bản Hiroyuki Endo và Kenichi Hayakawa trong trận chung kết. Đây là danh hiệu Toàn Anh đầu tiên của cả Setiawan và Ahsan với tư cách là một cặp. Sau đó, họ được đưa vào đội tuyển Indonesia tại Thomas Cup 2014 ở New Delhi. Tại Thomas Cup, Setiawan và Ahsan đã giành chiến thắng trong trận đầu tiên trước Lee Yong-dae và Yoo Yeon-seong, đưa Indonesia giành chiến thắng 3–2 trong trận tứ kết với Hàn Quốc. Sau đó, Indonesia đã bị Malaysia đánh bại ở bán kết.  Setiawan và Ahsan một lần nữa để thua Lee và Yoo trong trận chung kết Giải Nhật Bản và Indonesia mở rộng . Sau đó, họ đã ghi được chiến thắng thứ hai trước cặp đôi người Hàn Quốc Lee và Yoo trong trận chung kết đôi nam của 2014 Asian Games, giành huy chương vàng Đại hội thể thao châu Á thứ hai cho Setiawan. Vào tháng 11, Setiawan và Ahsan đã giành chiến thắng tại Giải Hồng Kông mở rộng. Sau đó, họ đã chơi tại một giải đấu theo lời mời, có tên là "Glory to the King", và giành chức vô địch đôi nam sau khi đánh bại cặp đôi chủ nhà Bodin Isara và Pakkawat Vilailak trong trận chung kết.
Setiawan và Ahsan đã giành được ba danh hiệu vào năm 2015, Giải Malaysia mở rộng , Giải vô địch thế giới BWF và tại Vòng chung kết Dubai World Superseries Finals . Họ đã đánh bại Lee Yong-dae và Yoo Yeon-seong trong trận chung kết Giải Malaysia mở rộng vào tháng 4. Tại Giải vô địch châu Á , họ đã không giành được danh hiệu, để thua Lee và Yoo trong trận chung kết trong một trận đấu cao su chặt chẽ. Tại Sudirman Cup 2015 , trong trận bán kết, Setiawan và Ahsan đã đánh bại Nhà vô địch thế giới bốn lần 
Cai Yun và Fu Haifeng trong trận mở màn của họ, nhưng Trung Quốc đã giành chiến thắng trong 3 trận tiếp theo để giành chiến thắng 3–1 trong trận hòa chung cuộc của họ. Setiawan và Ahsan sau đó đã thua trong trận bán kết Giải Indonesia mở rộng và Giải Đài Bắc Trung Hoa . Sau đó, bộ đôi này đã giành được danh hiệu Giải vô địch thế giới thứ hai của họ với tư cách là một cặp (thứ ba cho Setiawan), sau khi giành chức vô địch Giải vô địch thế giới BWF 2015 tại quê nhà của họ. Họ đã đánh bại Lee và Yoo trong các ván đấu trực tiếp ở bán kết và trong trận chung kết, họ đã đánh bại cặp đôi người Trung Quốc là Liu Xiaolong và Qiu Zihan với tỷ số 21–17, 21–14. Sau Giải vô địch thế giới, họ không thể giành được danh hiệu nào trong phần còn lại của năm, với thành tích tốt nhất của họ là vào bán kết tại Giải Pháp mở rộng và Giải Hồng Kông mở rộng. Setiawan và Ahsan đã giành được danh hiệu kết thúc mùa giải thứ hai của họ tại Chung kết Giải Dubai World Superseries sau khi đánh bại Chai Biao và Hong Wei trong trận chung kết.
Setiawan mở màn mùa giải 2016 bằng chiến thắng tại Thailand Masters cùng với Mohammad Ahsan. Anh đã chơi tại Giải vô địch đồng đội châu Á và dẫn dắt đội tuyển Indonesia vào chung kết. Trong trận chung kết, Indonesia đã giành chức vô địch sau khi đánh bại Nhật Bản trong trận chung kết. Sau đó, Setiawan và Ahsan đã thi đấu tại Thomas Cup và đội đã giành vị trí á quân sau Đan Mạch.  Vào tháng 8, Setiawan lần thứ hai tham dự Olympic Rio 2016. Hợp tác với Ahsan với tư cách là hạt giống số 2, bộ đôi này đã bị loại ở vòng bảng. Trong khi thi đấu vào năm 2016 với Ahsan, thành tích của cặp đôi này đã giảm sút so với những năm trước, dẫn đến việc Hiệp hội cầu lông Indonesia quyết định chia tách cặp đôi này vào cuối mùa giải 2016, mỗi người tập trung vào sự nghiệp cá nhân của mình với các đối tác khác nhau. Setiawan đã cố gắng ghép cặp với Rian Agung Saputro và Berry Angriawan , nhưng cặp đôi này không đạt được tiêu chuẩn và không mang lại kết quả. Vào ngày 14 tháng 11, Setiawan tuyên bố giải nghệ khỏi đội tuyển quốc gia và rời đội vào ngày 1 tháng 12.

### 2017: Hợp tác với Tan Boon Heong
Sau khi rời đội tuyển quốc gia và chơi với tư cách là một cầu thủ độc lập, anh đã hợp tác với đối thủ cũ của mình, Tan Boon Heong, đến từ Malaysia vào năm 2017. Họ đạt thứ hạng cao nhất trong sự nghiệp là thứ 20 vào ngày 30 tháng 11 năm 2017. Trận chung kết duy nhất mà bộ đôi này lọt vào là tại Giải quần vợt Úc mở rộng , nơi họ thua Takeshi Kamura và Keigo Sonoda của Nhật Bản với tỷ số 17–21, 19–21. Họ tách cặp sau khi Setiawan bị PBSI từ chối chơi cùng với Tan tại Giải vô địch thế giới 2018.

### 2018–2019: Tập hợp lại với Ahsan; danh hiệu Toàn Anh thứ hai và danh hiệu vô địch thế giới thứ tư
Năm 2018, Setiawan tái gia nhập đội tuyển huấn luyện quốc gia Indonesia với tư cách là một cầu thủ thực tập.  Anh lần đầu tiên ghép đôi với Rian Agung Saputro để thi đấu tại Indonesia Masters , nhưng bộ đôi này đã bị đánh bại bởi những người đồng hương Marcus Fernaldi Gideon và Kevin Sanjaya Sukamuljo ở vòng hai.  Setiawan và Saputro cũng đã chơi tại Giải vô địch đồng đội châu Á 2018 , nơi Indonesia đã đánh bại Trung Quốc với tỷ số 3–1 để bảo vệ danh hiệu. Sau đó vào tháng 2, Setiawan đã tái hợp với Mohammad Ahsan và chơi tại Giải Ấn Độ mở rộng , và họ lại bị đánh bại bởi Gideon và Sukamuljo ở bán kết. Để thu thập điểm xếp hạng BWF, Setiawan và Ahsan đã tham gia Giải Malaysia International Challenge được xếp hạng thấp hơn và giành chiến thắng sau khi đánh bại cặp đôi chủ nhà Aaron Chia và Soh Wooi Yik trong trận chung kết. Tại Thomas Cup 2018 , đội tuyển nam Indonesia đã không giành được danh hiệu sau khi để thua Trung Quốc 1–3 ở bán kết. Vào tháng 7, Setiawan và Ahsan đã giành chức vô địch Singapore Open khi đánh bại Ou Xuanyi và Ren Xiangyu của Trung Quốc trong trận chung kết. Trong các giải đấu còn lại của năm 2018, thành tích tốt nhất của Setiawan và Ahsan là lọt vào bán kết tại Đan Mạch , Phúc Châu Trung Quốc và Hong Kong Opens . Bộ đôi này đã đủ điều kiện tham gia Vòng chung kết World Tour Finals , nhưng tại giải đấu đó, họ đã bị loại ở vòng bảng. Anh và đồng đội của mình đã kết thúc mùa giải 2018 với vị trí số 9 thế giới.
Setiawan và Ahsan là một trong những cặp đôi thống trị nhất trong mùa giải 2019, nơi họ lọt vào 11 trận chung kết và trở thành cặp đôi đôi nam đầu tiên giành được 3 danh hiệu lớn trong một năm. Thành tích của họ bắt đầu tại Indonesia Masters, khi bộ đôi này giành vị trí á quân sau những người đồng hương trẻ tuổi là Gideon và Sukamuljo. Chiến thắng đầu tiên đến tại Giải toàn Anh mở rộng , khi họ đánh bại Aaron Chia và Soh Wooi Yik của Malaysia trong trận chung kết. Đây là danh hiệu Toàn Anh thứ hai của họ với tư cách là một cặp. Sau đó, họ để thua trong trận chung kết Giải Singapore mở rộng trước Takeshi Kamura và Keigo Sonoda của Nhật Bản. Setiawan và Ahsan đã giành được danh hiệu World Tour thứ hai trong năm tại Giải New Zealand mở rộng khi họ đánh bại cặp đôi người Nhật Bản là Hiroyuki Endo và Yuta Watanabe trong trận chung kết căng thẳng. Setiawan cũng tham gia Sudirman Cup thứ năm của mình và giành huy chương đồng sau khi Indonesia bị Nhật Bản đánh bại ở bán kết Vào tháng 7, họ đã lọt vào hai trận chung kết Indonesia Open và Japan Open,  về nhì cả 2 giải đấu sau khi thua Gideon và Sukamuljo ở cả hai trận chung kết. Vào cuối tháng 8, Setiawan đã giành được danh hiệu Vô địch Thế giới thứ tư của mình . Anh và Ahsan đã đánh bại bộ đôi người Nhật Bản đang lên Takuro Hoki và Yugo Kobayashi trong trận chung kết. Trận chung kết được tổ chức vào đúng ngày sinh nhật của Setiawan, khiến anh trở thành nhà vô địch lớn tuổi nhất giành được danh hiệu Vô địch thế giới ở độ tuổi 35 năm và 0 ngày. Những kết quả này cũng đưa họ lên vị trí thứ hai trong bảng xếp hạng BWF.  Sau đó trong trận chung kết Giải Trung Quốc và Đan Mạch mở rộng , họ lại trở thành á quân sau khi thua Gideon và Sukamuljo. Setiawan và Ahsan chưa từng thắng Gideon và Sukamuljo trong 5 lần gặp nhau gần nhất vào năm 2019. Trong trận chung kết Hong Kong Open, họ đã để thua cặp đôi người Hàn Quốc Choi Sol-gyu và Seo Seung-jae. Vào cuối năm, Setiawan và Ahsan đã đánh bại Hiroyuki Endo và Yuta Watanabe với tỷ số 24–22, 21–19 trong các ván đấu liên tiếp để giành chiến thắng tại BWF World Tour Finals .

### 2020–2022: Danh hiệu Thomas Cup đầu tiên
Setiawan và đối tác của anh, Mohammad Ahsan đã mở màn mùa giải 2020 với tư cách là bán kết tại Malaysia Masters . Sau đó, họ đã lọt vào trận chung kết của Indonesia Masters , nhưng vẫn không thể vượt qua Gideon và Sukamuljo và để thua trong các ván đấu liên tiếp. Tại Giải Toàn Anh mở rộng , bộ đôi này đã không thể bảo vệ danh hiệu sau khi để thua ở tứ kết trước Hiroyuki Endo và Yuta Watanabe. Vào tháng 1 năm 2021, Setiawan và Ahsan đã thi đấu tại giải đấu Chặng châu Á 2020 được tổ chức tại Thái Lan. Đầu tiên, họ đã lọt vào tứ kết tại Giải Yonex Thái Lan mở rộng , và sau đó kết thúc tại bán kết tại Giải Toyota Thái Lan mở rộng. Bộ đôi này đủ điều kiện tham gia BWF World Tour Finals và lọt vào trận chung kết sau khi có thể trả thù cho thất bại trước cặp đôi người Hàn Quốc Choi Sol-gyu và Seo Seung-jae từ Giải Yonex Thái Lan mở rộng, [ 172 ] nhưng đã để thua trận chung kết trước cặp đôi người Đài Bắc Trung Hoa Lee Yang và Wang Chi-lin, những người trước đó đã đánh bại họ tại Giải Toyota Thái Lan mở rộng. Vào tháng 7 năm 2021, Setiawan đã có lần thứ ba tham dự Thế vận hội mùa hè, tại Tokyo 2020. Thi đấu với Mohammad Ahsan với tư cách là hạt giống số 2, anh đã về đích thứ tư sau khi bị Aaron Chia và Soh Wooi Yik của Malaysia đánh bại trong trận tranh huy chương đồng. Vào tháng 10, tại Aarhus, Đan Mạch, Setiawan cuối cùng đã thêm Thomas Cup vào danh sách thành tích vĩ đại của mình, nơi đội tuyển Indonesia đã đánh bại Trung Quốc trong trận chung kết với tỷ số 3–0, giành chức vô địch đầu tiên của Indonesia sau 19 năm. Kết quả tốt nhất của họ trong phần còn lại của mùa giải 2021 là lọt vào tứ kết tại Giải Pháp mở rộng và Giải Hylo Open .
Setiawan và Ahsan bắt đầu mùa giải 2022 với tư cách là những người vào chung kết tại Giải Ấn Độ mở rộng. Vào tháng 3, họ đã tiến vào trận chung kết Toàn Anh lần thứ ba , để thua những người đồng hương Muhammad Shohibul Fikri và Bagas Maulana trong trận chung kết. Tại Giải Hàn Quốc mở rộng, họ đã để thua ở bán kết trước Seo Seung-jae và Kang Min-huyk. Sau đó, họ đã lọt vào trận chung kết thứ hai trong năm tại Malaysia Masters , nhưng để thua những người đồng hương Fajar Alfian và Muhammad Rian Ardianto trong trận chung kết. Vào cuối tháng 8, Setiawan và Ahsan bước vào trận chung kết Giải vô địch thế giới BWF lần thứ tư với tư cách là một cặp. Họ đã để thua Aaron Chia và Soh Wooi Yik của Malaysia trong các ván đấu trực tiếp, 19–21, 14–21, sau khi ban đầu dẫn trước 19–16 trong ván đầu tiên, để thua trong 40 phút. Cặp đôi này đủ điều kiện tham gia Vòng chung kết BWF World Tour Finals tại Bangkok, Thái Lan và lọt vào trận chung kết nhưng để thua cặp đôi hạt giống số 4 người Trung Quốc là Liu Yuchen và Ou Xuanyi.

### 2023
Setiawan và đối tác của anh, Mohammad Ahsan đã mở màn mùa giải 2023 tại Giải Malaysia mở rộng , nhưng họ đã bị đánh bại ở vòng tứ kết trước cặp đôi người Hàn Quốc Kang Min-hyuk và Seo Seung-jae . Trong giải đấu tiếp theo vào tuần sau, Ahsan và Setiawan đã thua ở vòng đầu tiên của Giải Ấn Độ mở rộng trước cặp đôi người Trung Quốc không được xếp hạt giống Liang Weikeng và Wang Chang . Sau đó, tại giải đấu trên sân nhà của họ, Indonesia Masters , Ahsan và Setiawan đã thua ở vòng thứ hai, thua những người đồng hương Indonesia là Leo Rolly Carnando và Daniel Marthin , những nhà vô địch cuối cùng.
Với việc liên đoàn Indonesia bỏ qua Giải Đức mở rộng , Setiawan đã tiếp tục thi đấu tại Giải Toàn Anh mở rộng vào tháng 3. Anh và Setiawan đã thua hai trận chung kết toàn Anh liên tiếp trong trận chung kết toàn Indonesia trước hạt giống số 1 Fajar Alfian và Muhammad Rian Ardianto .
Vào cuối tháng 4, Setiawan đã tham gia Giải Giải vô địch châu Á tại Dubai , Các Tiểu vương quốc Ả Rập Thống nhất, nhưng đã phải thua ở tứ kết trước hạt giống số 6 và là nhà vô địch cặp đôi người Ấn Độ Satwiksairaj Rankireddy và Chirag Shetty .
Vào tháng 5, Setiawan đã tham gia Giải đấu Châu Á lần thứ hai tại Malaysia Masters . Thật không may, anh đã thua ở vòng tứ kết trước tay vợt trẻ người Malaysia cuối cùng lọt vào chung kết là Man Wei Chong và Tee Kai Wun .
Vào tháng 6, Setiawan đã thi đấu tại Singapore mở rộng , nhưng đã để thua ở vòng 2 trước cặp đôi người Hàn Quốc Choi Sol-gyu và Kim Won-ho . Trong chuyến du đấu tiếp theo, họ đã thi đấu tại giải đấu trong nước, Indonesia Open , nhưng đã để thua ở vòng 2 trước cặp đôi đồng hương người Indonesia Pramudya Kusumawardana và Yeremia Rambitan.

Vào tháng 7, Setiawan đã thi đấu tại Giải Canada Open , nhưng đã để thua ở tứ kết trước cặp hạt giống số 5 người Đài Bắc Trung Hoa Lee Yang và Wang Chi-lin . Trong Giải đấu Đông Á, anh đã thi đấu tại Giải Nhật Bản mở rộng , nhưng đã để thua ở tứ kết trước cặp hạt giống số 1 người Indonesia Fajar Alfian và Muhammad Rian Ardianto lần thứ hai trong năm.
Vào đầu tháng 8, Setiawan đã thi đấu tại Giải Australian Open , nhưng đã phải chịu thua ở vòng 2 trước cặp đôi người Đài Loan Lu Ching-yao và Yang Po-han trong các ván đấu trực tiếp. Vào cuối tháng 8, anh đã thi đấu tại Giải Giải vô địch Thế giới, nhưng đã chịu thua ở vòng tứ kết trước cặp đôi người Hàn Quốc hạt giống số 9 Kanng Min-hyuk và Seo Seung-jae trong các ván đấu trực tiếp.

## Giải thưởng và đề cử
| Award                 | Year | Category                                                     | Result    | Ref.    |
| --------------------- | ---- | ------------------------------------------------------------ | --------- | ------- |
| AORI                  | 2010 | Vận đông viên nam xuất sắc nhất cùng Markis Kido             | Đoạt giải | [ 194 ] |
| AORI                  | 2013 | Vận động viên nam xuất sắc nhất cùng Mohammad Ahsan          | Đề cử     | [ 195 ] |
| AORI                  | 2014 | Vận động viên nam xuất sắc nhất cùng Mohammad Ahsan          | Đoạt giải | [ 196 ] |
| AORI                  | 2015 | Vận động viên nam xuất sắc nhất cùng Mohammad Ahsan          | Đoạt giải | [ 197 ] |
| BWF Awards            | 2013 | BWF Vận động viên nam xuất sắc nhất năm cùng Hendra Setiawan | Đề cử     | [ 198 ] |
| BWF Awards            | 2019 | BWF Vận động viên nam xuất sắc nhất năm cùng Hendra Setiawan | Đề cử     | [ 199 ] |
| Gatra Awards          | 2021 | Sports Category with 2020 Thomas Cup squads                  | Đoạt giải | [ 200 ] |
| Golden Award SIWO PWI | 2020 | Những điều tuyệt vời nhất với Mohammad Ahsan                 | Đoạt giải | [ 201 ] |
| Golden Award SIWO PWI | 2021 | Đội hình xuất sắc nhất tại Thomas Cup 2020                   | Đoạt giải | [ 202 ] |
| KONI Award            | 2014 | Vận động viên xuất sắc nhất với Mohammad Ahsan               | Đoạt giải | [ 203 ] |
| BPIP RI Award         | 2022 | Ikon Prestasi Pancasila Kategori Olahraga                    | Đoạt giải | [ 204 ] |

## Thành tích

### Thế vận hội Olympic
Đôi nam
| Year | Venue                                                        | Partner     | Opponent           | Score               | Result | Ref    |
| ---- | ------------------------------------------------------------ | ----------- | ------------------ | ------------------- | ------ | ------ |
| 2008 | Nhà thi đấu Đại học Công nghệ Bắc Kinh, Bắc Kinh, Trung Quốc | Markis Kido | Cai Yun Fu Haifeng | 12–21, 21–11, 21–16 | Vàng   | [ 51 ] |

### Giải vô địch thế giới BWF
Đôi nam
| Year | Venue                                                | Partner        | Opponent                     | Score              | Result | Ref     |
| ---- | ---------------------------------------------------- | -------------- | ---------------------------- | ------------------ | ------ | ------- |
| 2007 | Sân vận động trong nhà Putra, Kuala Lumpur, Malaysia | Markis Kido    | Jung Jae-sung Lee Yong-dae   | 21–19, 21–19       | Vàng   | [ 33 ]  |
| 2010 | Stade Pierre de Coubertin, Paris, Pháp               | Markis Kido    | Cai Yun Fu Haifeng           | 16–21, 13–21       | Đồng   | [ 83 ]  |
| 2013 | Trung tâm thể thao Thiên Hà, Quảng Châu, Trung Quốc  | Mohammad Ahsan | Mathias Boe Carsten Mogensen | 21–13, 23–21       | Vàng   | [ 112 ] |
| 2015 | Istora Senayan, Jakarta, Indonesia                   | Mohammad Ahsan | Liu Xiaolong Qiu Zihan       | 21–17, 21–14       | Vàng   | [ 131 ] |
| 2019 | St. Jakobshalle, Basel, Switzerland                  | Mohammad Ahsan | Takuro Hoki Yugo Kobayashi   | 25–23, 9–21, 21–15 | Vàng   | [ 3 ]   |
| 2022 | Nhà thi đấu Tokyo Metropolitan, Tokyo, Nhật Bản      | Mohammad Ahsan | Aaron Chia Soh Wooi Yik      | 19–21, 14–21       | Bạc    | [ 180 ] |

### World Cup
Đôi nam
| Year | Venue                                    | Partner     | Opponent                             | Score        | Result | Ref    |
| ---- | ---------------------------------------- | ----------- | ------------------------------------ | ------------ | ------ | ------ |
| 2006 | Công viên Olympic, Ích Duơng, Trung Quốc | Markis Kido | Lin Woon Fui Mohd Fairuzizuan Tazari | 21–18, 21–15 | Vàng   | [ 30 ] |

### Đại hội thể thao châu Á
Đôi nam
| Year | Venue                                               | Partner        | Opponent                     | Score               | Result | Ref     |
| ---- | --------------------------------------------------- | -------------- | ---------------------------- | ------------------- | ------ | ------- |
| 2006 | Aspire Hall 3, Doha, Qatar                          | Markis Kido    | Koo Kien Keat Tan Boon Heong | 16–21, 13–21        | Đồng   | [ 31 ]  |
| 2010 | Trung tâm thể thao Thiên Hà, Quảng Châu, Trung Quốc | Markis Kido    | Koo Kien Keat Tan Boon Heong | 16–21, 26–24, 21–19 | Vàng   | [ 88 ]  |
| 2014 | Nhà thi đấu Gyeyang, Incheon, Hàn Quốc              | Mohammad Ahsan | Lee Yong-dae Yoo Yeon-seong  | 21–16, 16–21, 21–17 | Vàng   | [ 125 ] |

### Giải vô địch châu Á
Đôi nam
| Year | Venue                                               | Partner        | Opponent                    | Score               | Result | Ref     |
| ---- | --------------------------------------------------- | -------------- | --------------------------- | ------------------- | ------ | ------- |
| 2003 | Tennis Indoor Gelora Bung Karno, Jakarta, Indonesia | Markis Kido    | Lee Dong-soo Yoo Yong-sung  | 10–15, 11–15        | Bạc    | [ 18 ]  |
| 2005 | Sân vận động trong nhà Gachibowli, Hyderabad, Ấn Độ | Markis Kido    | Jung Jae-sung Lee Jae-jin   | 15–11, 15–7         | Vàng   | [ 205 ] |
| 2009 | Sân vận động trong nhà Suwon, Suwon, Hàn Quốc       | Markis Kido    | Ko Sung-hyun Yoo Yeon-seong | 21–18, 26–24        | Vàng   | [ 61 ]  |
| 2015 | Nhà thi đấu thể thao Vũ Hán, Vũ Hán, Trung Quốc     | Mohammad Ahsan | Lee Yong-dae Yoo Yeon-seong | 21–18, 22–24, 19–21 | Bạc    | [ 129 ] |

### Đại hội thể thao Đông Nam Á
Đôi nam
| Year | Venue                                                                   | Partner     | Opponent                        | Score            | Result | Ref    |
| ---- | ----------------------------------------------------------------------- | ----------- | ------------------------------- | ---------------- | ------ | ------ |
| 2005 | PhilSports Arena, Pasig, Metro Manila, Philippines                      | Markis Kido | Luluk Hadiyanto Alvent Yulianto | 15–8, 7–15, 15–6 | Vàng   | [ 22 ] |
| 2007 | Trường đại học Wongchawalitkul, Nakhon Ratchasima, Thái Lan             | Markis Kido | Hendri Saputra Hendra Wijaya    | 21–17, 21–12     | Vàng   | [ 45 ] |
| 2009 | Nhà thi đấu Gym Hall 1, Khu liên hợp thể thao quốc gia, Viêng Chăn, Lào | Markis Kido | Koo Kien Keat Tan Boon Heong    | 21–17, 21–17     | Vàng   | [ 70 ] |
| 2011 | Istora Gelora Bung Karno, Jakarta, Indonesia                            | Markis Kido | Mohammad Ahsan Bona Septano     | 23–25, 10–21     | Bạc    | [ 97 ] |

### Giải vô địch trẻ châu Á
Đôi nam
| Year | Venue                                                      | Partner     | Opponent                   | Score              | Result | Ref    |
| ---- | ---------------------------------------------------------- | ----------- | -------------------------- | ------------------ | ------ | ------ |
| 2002 | Sân vận động cầu lông Kuala Lumpur, Kuala Lumpur, Malaysia | Joko Riyadi | Han Sang-hoon Kim Dae-sung | 15–7, 10–15, 12–15 | Bronze | [ 15 ] |

Đôi hỗn hợp
| Year | Venue                                                      | Partner           | Opponent                    | Score      | Result | Ref    |
| ---- | ---------------------------------------------------------- | ----------------- | --------------------------- | ---------- | ------ | ------ |
| 2001 | Taipei Gymnasium, Taipei, Taiwan                           | Lina Marlina      | Hàn Quốc · Hàn Quốc         |            | Bronze | [ 13 ] |
| 2002 | Sân vận động cầu lông Kuala Lumpur, Kuala Lumpur, Malaysia | Devi Sukma Wijaya | Markis Kido Liliyana Natsir | 5–11, 4–11 | Bronze | [ 15 ] |

### BWF World Tour (4 danh hiệu, 15 á quân)
BWF World Tour, được công bố vào ngày 19 tháng 3 năm 2017 và triển khai vào năm 2018, một loạt các giải đấu cầu lông ưu tú được Liên đoàn cầu lông thế giới (BWF) chấp thuận. BWF World Tour được chia thành các cấp độ Chung kết World Tour, Super 1000, Super 750, Super 500, Super 300, và BWF Tour Super 100.
Đôi nam
| Year | Tournament            | Level             | Partner        | Opponent                                       | Score               | Result    | Ref     |
| ---- | --------------------- | ----------------- | -------------- | ---------------------------------------------- | ------------------- | --------- | ------- |
| 2018 | Singapore mở rộng     | Super 500         | Mohammad Ahsan | Ou Xuanyi Ren Xiangyu                          | 21–13, 21–19        | Quán quân | [ 150 ] |
| 2019 | Indonesia Masters     | Super 500         | Mohammad Ahsan | Marcus Fernaldi Gideon Kevin Sanjaya Sukamuljo | 17–21, 11–21        | Á quân    | [ 154 ] |
| 2019 | Toàn Anh mở rộng      | Super 1000        | Mohammad Ahsan | Aaron Chia Soh Wooi Yik                        | 11–21, 21–14, 21–12 | Quán quân | [ 155 ] |
| 2019 | Singapore mở rộng     | Super 500         | Mohammad Ahsan | Takeshi Kamura Keigo Sonoda                    | 13–21, 21–19, 17–21 | Quán quân | [ 156 ] |
| 2019 | New Zealand mở rộng   | Super 300         | Mohammad Ahsan | Hiroyuki Endo Yuta Watanabe                    | 20–22, 21–15, 21–17 | Quán quân | [ 157 ] |
| 2019 | Indonesia mở rộng     | Super 1000        | Mohammad Ahsan | Marcus Fernaldi Gideon Kevin Sanjaya Sukamuljo | 19–21, 16–21        | Á quân    | [ 159 ] |
| 2019 | Nhật Bản mở rộng      | Super 750         | Mohammad Ahsan | Marcus Fernaldi Gideon Kevin Sanjaya Sukamuljo | 18–21, 21–23        | Á quân    | [ 160 ] |
| 2019 | Trung Quốc mở rộng    | Super 1000        | Mohammad Ahsan | Marcus Fernaldi Gideon Kevin Sanjaya Sukamuljo | 18–21, 21–17, 15–21 | Á quân    | [ 162 ] |
| 2019 | Đan Mạch mở rộng      | Super 750         | Mohammad Ahsan | Marcus Fernaldi Gideon Kevin Sanjaya Sukamuljo | 14–21, 13–21        | Á quân    | [ 163 ] |
| 2019 | Hồng Kông mở rộng     | Super 500         | Mohammad Ahsan | Choi Sol-gyu Seo Seung-jae                     | 21–13, 12–21, 13–21 | Á quân    | [ 164 ] |
| 2019 | BWF World Tour Finals | World Tour Finals | Mohammad Ahsan | Hiroyuki Endo Yuta Watanabe                    | 24–22, 21–19        | Quán quân | [ 165 ] |
| 2020 | Indonesia Masters     | Super 500         | Mohammad Ahsan | Marcus Fernaldi Gideon Kevin Sanjaya Sukamuljo | 15–21, 16–21        | Á quân    | [ 167 ] |
| 2020 | BWF World Tour Finals | World Tour Finals | Mohammad Ahsan | Lee Yang Wang Chi-lin                          | 17–21, 21–23        | Á quân    | [ 208 ] |
| 2022 | Ấn Độ mở rộng         | Super 500         | Mohammad Ahsan | Satwiksairaj Rankireddy Chirag Shetty          | 16–21, 24–26        | Á quân    | [ 176 ] |
| 2022 | Toàn Anh mở rộng      | Super 1000        | Mohammad Ahsan | Muhammad Shohibul Fikri Bagas Maulana          | 19–21, 13–21        | Á quân    | [ 177 ] |
| 2022 | Malaysia Masters      | Super 500         | Mohammad Ahsan | Fajar Alfian Muhammad Rian Ardianto            | 12–21, 19–21        | Á quân    | [ 179 ] |
| 2022 | BWF World Tour Finals | World Tour Finals | Mohammad Ahsan | Liu Yuchen Ou Xuanyi                           | 17–21, 21–19, 12–21 | Á quân    | [ 181 ] |
| 2023 | Toàn Anh mở rộng      | Super 1000        | Mohammad Ahsan | Fajar Alfian Muhammad Rian Ardianto            | 17–21, 14–21        | Á quân    | [ 185 ] |
| 2024 | Úc mở rộng            | Super 500         | Mohammad Ahsan | He Jiting Ren Xiangyu                          | 11–21, 10–21        | Á quân    |         |

### BWF Superseries (18 danh hiệu, 10 á quân)
BWF Superseries, được ra mắt vào ngày 14 tháng 12 năm 2006 và triển khai vào năm 2007, là hệ thống giải đấu cấp độ cao nhất, được công nhận bởi Liên đoàn cầu lông thế giới (BWF). BWF Superseries chia thành 2 cấp độ Superseries và Superseries Premier. Một mùa giải Superseries bao gồm mười hai giải đấu trên toàn thế giới đã được giới thiệu từ năm 2011. Những người chơi thành công nhất được mời tham dự Vòng chung kết Superseries, được tổ chức vào cuối mỗi năm.
Đôi nam
| Year | Tournament                             | Partner        | Opponent                                | Score               | Result    | Ref     |
| ---- | -------------------------------------- | -------------- | --------------------------------------- | ------------------- | --------- | ------- |
| 2007 | China Masters                          | Markis Kido    | Cai Yun Fu Haifeng                      | 15–21, 16–21        | Á quân    | [ 34 ]  |
| 2007 | Trung Quốc mở rộng                     | Markis Kido    | Guo Zhendong Xie Zhongbo                | 21–12, 21–19        | Quán quân | [ 38 ]  |
| 2007 | Hồng Kông mở rộng                      | Markis Kido    | Tony Gunawan Candra Wijaya              | 21–12, 18–21, 21–13 | Quán quân | [ 39 ]  |
| 2008 | Malaysia mở rộng                       | Markis Kido    | Lars Paaske Jonas Rasmussen             | 21–10, 20–22, 21–18 | Quán quân | [ 46 ]  |
| 2008 | Thụy Sĩ mở rộng                        | Markis Kido    | Jung Jae-sung Lee Yong-dae              | 21–17, 16–21, 13–21 | Quán quân | [ 49 ]  |
| 2008 | China Masters                          | Markis Kido    | Sun Junjie Xu Chen                      | 21–17, 24–22        | Quán quân | [ 53 ]  |
| 2008 | Đan Mạch mở rộng                       | Markis Kido    | Fu Haifeng Shen Ye                      | 21–18, 21–19        | Quán quân | [ 54 ]  |
| 2008 | Pháp mở rộng                           | Markis Kido    | Cai Yun Xu Chen                         | 21–15, 21–12        | Quán quân | [ 55 ]  |
| 2009 | Singapore mở rộng                      | Markis Kido    | Anthony Clark Nathan Robertson          | 12–21, 11–21        | Á quân    | [ 63 ]  |
| 2009 | Nhật Bản mở rộng                       | Markis Kido    | Yonathan Suryatama Dasuki Rian Sukmawan | 21–19, 24–22        | Quán quân | [ 66 ]  |
| 2009 | Pháp mở rộng                           | Markis Kido    | Koo Kien Keat Tan Boon Heong            | 15–21, 21–15, 21–14 | Quán quân | [ 67 ]  |
| 2010 | Đan Mạch mở rộng                       | Markis Kido    | Mathias Boe Carsten Mogensen            | 13–21, 12–21        | Á quân    | [ 84 ]  |
| 2010 | Hồng Kông mở rộng                      | Markis Kido    | Ko Sung-hyun Yoo Yeon-seong             | 19–21, 21–14, 21–23 | Á quân'   | [ 89 ]  |
| 2012 | Singapore mở rộng                      | Markis Kido    | Ko Sung-hyun Yoo Yeon-seong             | 22–20, 11–21, 21–6  | Quán quân | [ 104 ] |
| 2013 | Malaysia mở rộng                       | Mohammad Ahsan | Ko Sung-hyun Lee Yong-dae               | 21–15, 21–13        | Quán quân | [ 108 ] |
| 2013 | Indonesia mở rộng                      | Mohammad Ahsan | Ko Sung-hyun Lee Yong-dae               | 21–14, 21–18        | Quán quân | [ 110 ] |
| 2013 | Singapore mở rộng                      | Mohammad Ahsan | Ko Sung-hyun Lee Yong-dae               | 21–15, 21–18        | Quán quân | [ 111 ] |
| 2013 | Nhật Bản mở rộng                       | Mohammad Ahsan | Chai Biao Hong Wei                      | 22–20, 21–16        | Quán quân | [ 113 ] |
| 2013 | Đan Mạch mở rộng                       | Mohammad Ahsan | Lee Yong-dae Yoo Yeon-seong             | 19–21, 16–21        | Á quân    | [ 115 ] |
| 2013 | Vòng chung kết World Superseries       | Mohammad Ahsan | Kim Gi-jung Kim Sa-rang                 | 21–14, 21–16        | Quán quân | [ 118 ] |
| 2014 | Toàn Anh mở rộng                       | Mohammad Ahsan | Hiroyuki Endo Kenichi Hayakawa          | 21–19, 21–19        | Quán quân | [ 120 ] |
| 2014 | Nhật Bản mở rộng                       | Mohammad Ahsan | Lee Yong-dae Yoo Yeon-seong             | 12–21, 24–26        | Á quân    | [ 123 ] |
| 2014 | Indonesia mở rộng                      | Mohammad Ahsan | Lee Yong-dae Yoo Yeon-seong             | 15–21, 17–21        | Á quân    | [ 124 ] |
| 2014 | Hồng Kông mở rộng                      | Mohammad Ahsan | Liu Xiaolong Qiu Zihan                  | 21–16, 16–21, 21–17 | Quán quân | [ 126 ] |
| 2015 | Malaysia mở rộng                       | Mohammad Ahsan | Lee Yong-dae Yoo Yeon-seong             | 14–21, 21–15, 23–21 | Quán quân | [ 128 ] |
| 2015 | Vòng chung kết Dubai World Superseries | Mohammad Ahsan | Chai Biao Hong Wei                      | 13–21, 21–14, 21–14 | Quán quân | [ 134 ] |
| 2017 | Úc mở rộng                             | Tan Boon Heong | Takeshi Kamura Keigo Sonoda             | 17–21, 19–21        | Á quân    | [ 141 ] |

Đôi hỗn hợp
| Year | Tournament        | Partner            | Opponent                        | Score        | Result | Ref   |
| ---- | ----------------- | ------------------ | ------------------------------- | ------------ | ------ | ----- |
| 2010 | Indonesia mở rộng | Anastasia Russkikh | Robert Mateusiak Nadieżda Zięba | 18–21, 20–22 | Á quân | [ 9 ] |

     BWF Superseries Finals tournament
      BWF Superseries Premier tournament
     BWF Superseries tournament

### BWF Grand Prix (7 danh hiệu, 3 á quân)
BWF Grand Prix có hai cấp độ,Grand Prix và Grand Prix Gold. Đây là một loạt các giải đấu cầu lông được Liên đoàn cầu lông thế giới (BWF) công nhận và diễn ra từ năm 2007 đến năm 2017. Giải cầu lông thế giới Grand Prix được Liên đoàn cầu lông quốc tế công nhận từ năm 1983 đến năm 2006.
Đôi nam
| Year | Tournament                | Partner        | Opponent                              | Score               | Result    | Ref     |
| ---- | ------------------------- | -------------- | ------------------------------------- | ------------------- | --------- | ------- |
| 2004 | Đan Mạch mở rộng          | Markis Kido    | Lars Paaske Jonas Rasmussen           | 6–15, 13–15         | Á quân    | [ 20 ]  |
| 2005 | Indonesia mở rộng         | Markis Kido    | Sigit Budiarto Candra Wijaya          | 15–10, 12–15, 15–3  | Quán quân | [ 21 ]  |
| 2006 | Indonesia mở rộng         | Markis Kido    | Tony Gunawan Candra Wijaya            | 11–21, 16–21        | Á quân    | [ 27 ]  |
| 2006 | Hồng Kông mở rộng         | Markis Kido    | Choong Tan Fook Lee Wan Wah           | 8–21, 21–19, 22–20  | Quán quân | [ 211 ] |
| 2006 | Trung Quốc mở rộng        | Markis Kido    | Cai Yun Fu Haifeng                    | 21–16, 21–16        | Quán quân | [ 29 ]  |
| 2007 | Đài Bắc Trung Hoa mở rộng | Markis Kido    | Lars Paaske Jonas Rasmussen           | 21–17, 21–12        | Quán quân | [ 36 ]  |
| 2010 | Malaysia Grand Prix Gold  | Markis Kido    | Hendra Aprida Gunawan Alvent Yulianto | 8–21, 21–17, 21–12  | Quán quân | [ 82 ]  |
| 2012 | Úc mở rộng                | Markis Kido    | Fang Chieh-min Lee Sheng-mu           | 21–16, 21–15        | Quán quân | [ 103 ] |
| 2013 | Úc mở rộng                | Mohammad Ahsan | Angga Pratama Ryan Agung Saputra      | 20–22, 19–21        | Á quân    | [ 109 ] |
| 2016 | Thailand Masters          | Mohammad Ahsan | Kim Gi-jung Kim Sa-rang               | 12–21, 21–15, 21–12 | Quán quân | [ 135 ] |

     BWF Grand Prix Gold tournament
     BWF & IBF Grand Prix tournament

### BWF International Challenge/Series/Satellite (1 danh hiệu, 1 á quân)
Đôi nam
| Year | Tournament             | Partner        | Opponent                      | Score               | Result    | Ref     |
| ---- | ---------------------- | -------------- | ----------------------------- | ------------------- | --------- | ------- |
| 2002 | Singapore Satellite    | Joko Riyadi    | Donny Prasetyo Denny Setiawan | 5–15, 7–15          | Á quân    | [ 17 ]  |
| 2018 | Malaysia International | Mohammad Ahsan | Aaron Chia Soh Wooi Yik       | 21–17, 17–21, 21–19 | Quán quân | [ 148 ] |

     BWF International Challenge tournament
     BWF International Series/ Satellite tournament

## Kỷ lục đối đầu với các đối thủ
Kết quả đôi nam so với các đội vào chung kết cuối năm, bán kết Giải vô địch thế giới và tứ kết Olympic được ghép đôi với:
| Players                                          | M  | W | L  | Diff. |
| ------------------------------------------------ | -- | - | -- | ----- |
| Cai Yun & Fu Haifeng                             | 5  | 4 | 1  | +3    |
| Chai Biao & Hong Wei                             | 4  | 2 | 2  | 0     |
| Fu Haifeng & Zhang Nan                           | 8  | 3 | 5  | –2    |
| He Jiting & Tan Qiang                            | 2  | 1 | 1  | 0     |
| Liang Weikeng & Wang Chang                       | 6  | 2 | 4  | –2    |
| Li Junhui & Liu Yuchen                           | 14 | 6 | 9  | –3    |
| Liu Cheng & Zhang Nan                            | 2  | 2 | 0  | +2    |
| Liu Xiaolong & Qiu Zihan                         | 5  | 3 | 2  | +1    |
| Liu Yuchen & Ou Xuanyi                           | 5  | 1 | 4  | –3    |
| Chen Hung-ling & Wang Chi-lin                    | 4  | 2 | 2  | 0     |
| Lee Sheng-mu & Tsai Chia-hsin                    | 8  | 7 | 1  | +6    |
| Lee Yang & Wang Chi-lin                          | 12 | 6 | 6  | 0     |
| Kim Astrup & Anders Skaarup Rasmussen            | 12 | 7 | 5  | +2    |
| Mathias Boe & Carsten Mogensen                   | 6  | 5 | 1  | +4    |
| Marcus Ellis & Chris Langridge                   | 5  | 5 | 0  | +5    |
| Satwiksairaj Rankireddy & Chirag Shetty          | 8  | 4 | 4  | 0     |
| Fajar Alfian & Muhammad Rian Ardianto            | 7  | 3 | 4  | –1    |
| Marcus Fernaldi Gideon & Kevin Sanjaya Sukamuljo | 13 | 2 | 11 | –9    |
| Hiroyuki Endo & Kenichi Hayakawa                 | 10 | 9 | 1  | +8    |
| Hiroyuki Endo & Yuta Watanabe                    | 8  | 6 | 2  | +4    |
| Takuro Hoki & Yugo Kobayashi                     | 6  | 3 | 3  | 0     |
| Takeshi Kamura & Keigo Sonoda                    | 8  | 6 | 2  | +4    |
| Mohd Zakry Abdul Latif & Mohd Fairuzizuan Tazari | 1  | 1 | 0  | +1    |
| Aaron Chia & Soh Wooi Yik                        | 13 | 8 | 5  | +3    |
| Goh V Shem & Tan Wee Kiong                       | 8  | 7 | 1  | +6    |
| Koo Kien Keat & Tan Boon Heong                   | 3  | 1 | 2  | –1    |
| Ong Yew Sin & Teo Ee Yi                          | 4  | 3 | 1  | +2    |
| Vladimir Ivanov & Ivan Sozonov                   | 6  | 6 | 0  | +6    |
| Kang Min-hyuk & Seo Seung-jae                    | 7  | 2 | 5  | –3    |
| Kim Gi-jung & Kim Sa-rang                        | 9  | 7 | 2  | +5    |
| Ko Sung-hyun & Lee Yong-dae                      | 3  | 3 | 0  | +3    |
| Ko Sung-hyun & Shin Baek-cheol                   | 6  | 3 | 3  | 0     |
| Lee Yong-dae & Yoo Yeon-seong                    | 13 | 6 | 7  | –1    |
| Bodin Isara & Maneepong Jongjit                  | 1  | 1 | 0  | +1    |

| Players                                          | M  | W | L | Diff. |
| ------------------------------------------------ | -- | - | - | ----- |
| Cai Yun & Fu Haifeng                             | 10 | 4 | 6 | –2    |
| Chai Biao & Guo Zhendong                         | 2  | 1 | 1 | 0     |
| Guo Zhendong & Xu Chen                           | 2  | 2 | 0 | +2    |
| Fang Chieh-min & Lee Sheng-mu                    | 11 | 7 | 4 | +3    |
| Mathias Boe & Carsten Mogensen                   | 7  | 2 | 5 | –3    |
| Jens Eriksen & Martin Lundgaard Hansen           | 6  | 5 | 1 | +4    |
| Lars Paaske & Jonas Rasmussen                    | 11 | 6 | 5 | +1    |
| Robert Blair & Anthony Clark                     | 2  | 0 | 2 | –2    |
| Mohammad Ahsan & Bona Septano                    | 2  | 1 | 1 | 0     |
| Sigit Budiarto & Candra Wijaya                   | 1  | 1 | 0 | +1    |
| Luluk Hadiyanto & Alvent Yulianto                | 5  | 2 | 3 | –1    |
| Eng Hian & Flandy Limpele                        | 3  | 1 | 2 | –1    |
| Hiroyuki Endo & Kenichi Hayakawa                 | 4  | 3 | 1 | +2    |
| Shintaro Ikeda & Shuichi Sakamoto                | 1  | 1 | 0 | +1    |
| Keita Masuda & Tadashi Ōtsuka                    | 6  | 5 | 1 | +4    |
| Mohd Zakry Abdul Latif & Mohd Fairuzizuan Tazari | 7  | 7 | 0 | +7    |
| Chan Chong Ming & Chew Choon Eng                 | 1  | 1 | 0 | +1    |
| Chan Chong Ming & Koo Kien Keat                  | 1  | 1 | 0 | +1    |
| Choong Tan Fook & Lee Wan Wah                    | 8  | 6 | 2 | +4    |
| Koo Kien Keat & Tan Boon Heong                   | 11 | 4 | 7 | –3    |
| Michał Łogosz & Robert Mateusiak                 | 3  | 3 | 0 | +3    |
| Ha Tae-kwon & Kim Dong-moon                      | 1  | 0 | 1 | –1    |
| Hwang Ji-man & Lee Jae-jin                       | 1  | 1 | 0 | +1    |
| Jung Jae-sung & Lee Yong-dae                     | 13 | 5 | 8 | –3    |
| Kim Gi-jung & Kim Sa-rang                        | 1  | 0 | 1 | –1    |
| Ko Sung-hyun & Yoo Yeon-seong                    | 5  | 3 | 2 | +1    |
| Howard Bach & Tony Gunawan                       | 3  | 2 | 1 | +1    |
| Howard Bach & Bob Malaythong                     | 1  | 1 | 0 | +1    |
| Tony Gunawan & Candra Wijaya                     | 8  | 5 | 3 | +2    |

## Cuộc sống cá nhân
Setiawan có hai chị gái Silvia Anggraeni và Ivone Anggraeni.  Silvia Anggraeni, một cựu vận động viên đơn nữ cho đến năm 1995, kết hôn với một cựu vận động viên cầu lông Indonesia Hendrawan .
Setiawan kết hôn với Sandiani Arief vào ngày 9 tháng 10 năm 2011 và buổi lễ được tổ chức tại JW Marriott Jakarta . Vợ anh đã sinh đôi hai đứa con trai tên là Richard Heinrich Setiawan và Richelle Hillary Setiawan vào ngày 19 tháng 2 năm 2014. Hendra và vợ anh đã chào đón một bé trai khác tên là Russell Howard Setiawan vào ngày 26 tháng 7 năm 2017.
Setiawan cũng có một kênh YouTube cá nhân, nơi anh tải lên các vlog với những người chơi Indonesia khác trong World Tour và các vlog gia đình với vợ và con của anh. Kênh của anh có 223.000 người đăng ký tính đến tháng 1 năm 2025.